# Kodagihalli, Tiptur
Kodagihalli là một làng thuộc tehsil Tiptur, huyện Tumkur, bang Karnataka, Ấn Độ.